# Angèle Pernet
'Angèle Pernet' est un cultivar de rosier hybride de thé obtenu en 1924 par le rosiériste lyonnais Joseph Pernet-Ducher. Il figure toujours en bonne place chez les amateurs de roses orange. Il est issu de 'Bénédicte Seguin' x hybride de thé non révélé.

## Description
'Angèle Pernet' présente de belles fleurs semi-doubles à doubles, turbinées de couleur orangée aux revers tirant vers le doré.
Le buisson de port érigé s'élève en moyenne à 70 cm.
C'est un rosier qui doit se cultiver dans une exposition ensoleillée. Il fleurit de mai aux premières gelées, les roses fanées ayant besoin d'être ôtées pour favoriser la remontée. Sa zone de rusticité est de 6b à 9b. 'Angèle Pernet' peut se cultiver en pot et elle est idéale pour les climats méditerranéens.
D'un point de vue historique, 'Angèle Pernet' s'est affirmé comme un des grands succès internationaux de la maison Pernet-Ducher jusque dans les années 1950.